# Wujing (köpinghuvudort i Kina, Shaanxi, lat 34,32, long 107,83)
Wujing är en köpinghuvudort i Kina. Den ligger i provinsen Shaanxi, i den nordvästra delen av landet, omkring 99 kilometer väster om provinshuvudstaden Xi'an. Antalet invånare är 35 697. Befolkningen består av 17 211 kvinnor och 18 486 män. Barn under 15 år utgör 15,0 %, vuxna 15-64 år 73 %, och äldre över 65 år 10,0 %.
Runt Wujing är det tätbefolkat, med 343 invånare per kvadratkilometer. Närmaste större samhälle är Fufeng, 6,6 km nordost om Wujing. Trakten runt Wujing består till största delen av jordbruksmark.
Genomsnittlig årsnederbörd är 730 millimeter. Den regnigaste månaden är september, med i genomsnitt 159 mm nederbörd, och den torraste är december, med 2 mm nederbörd.